# دیکهوف
دیکهوف (به آلمانی: Diekhof) یک شهر در آلمان است که در Rostock District واقع شده‌است. دیکهوف ۱٬۰۰۳ نفر جمعیت دارد.